# Papiros de Elefantina

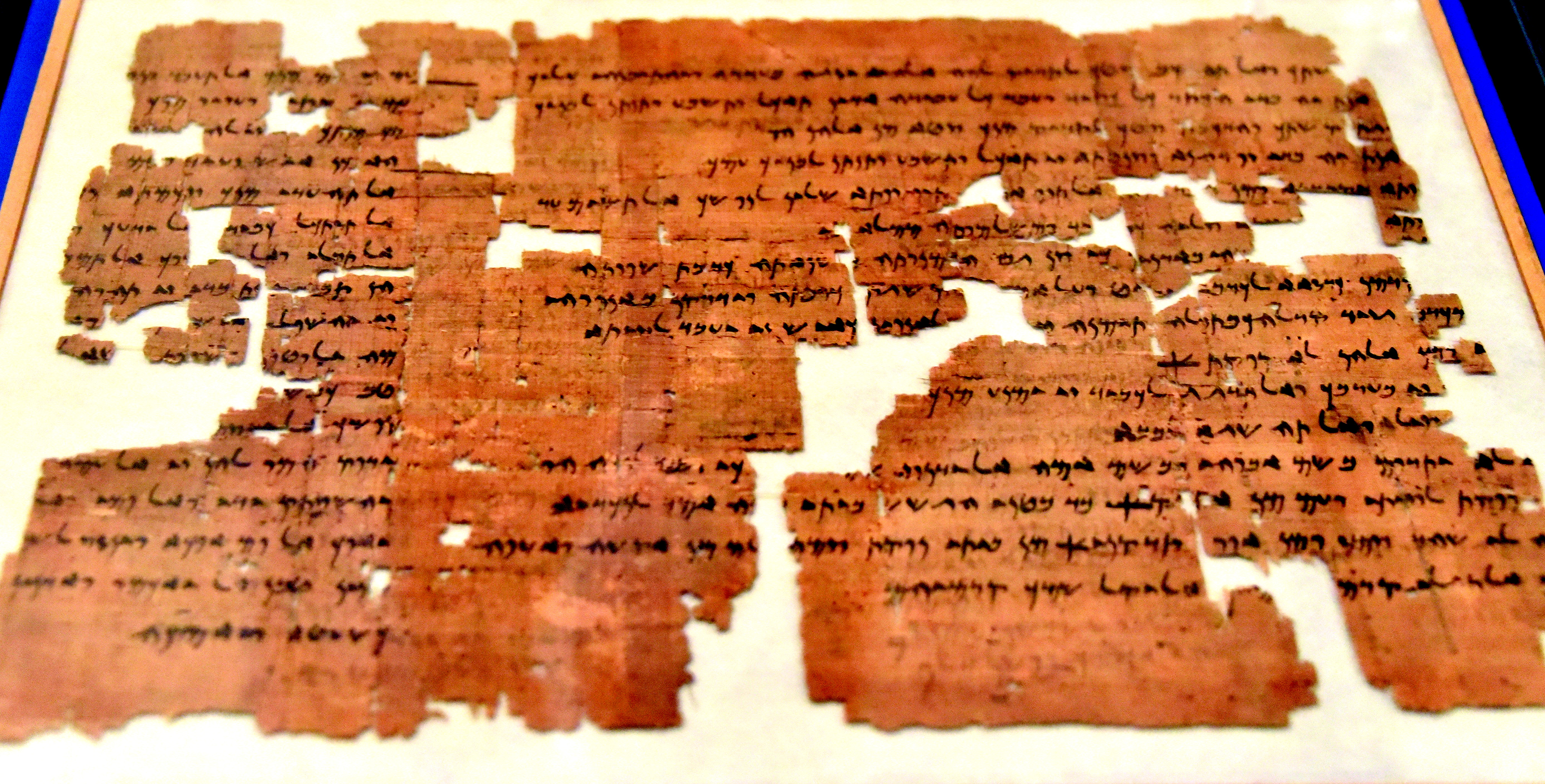
Papiro narrando a história do sábio chanceler Ahiqar. Escrita aramaica. Século V a.C. De Elefantina, Egito. Museu Neues em Berlim.

Papiros de Elefantina ou Papiros Elefantinos é o conjunto de arquivos em papiro e  documentos manuscritos que pertenceram  aos membros de uma comunidade judaica que habitavam Elefantina (antigo Iebe), perto de Assuã, no Alto Egito, entre 495 e 399 a.C..
As primeiras indicações  da existência desta comunidade foram reveladas nos papiros adquiridos por Giovanni Belzoni. Outros textos, incluindo óstracos, também foram comprados no final do século XIX. A escavação arqueológica na ilha começou em 1904, produzindo vários arquivos, cujos textos revelavam fascinantes detalhes da vida cotidiana daquele grupo.
Os papiros estão escritos em aramaico, a língua franca do Império Aquemênida dos séculos V e IV a.C. parte do Egito e Palestina. Esta comunidade judaica possuiu seu próprio templo a YHVH, na ilha de Elefantina, situado junto a capela erigida antigamente para culto ao deus local Quenúbis.
Os achados indicam que durante o período do exílio em Babilónia, os judeus que fugiram para Elefantina, no Alto Egito, estabeleceram um templo e um altar.
Os papiros fazem menção a Sambalá, governador de Samaria, e confirmam o registro bíblico, mostrando que o aramaico usado no Esdras é característico daquele período, pois as cartas foram escritas num estilo e numa linguagem similares aos papiros elefantinos.(Neemias 4:1)
Os principais arquivos judaicos são:
- Mibtahian: 11 documentos jurídicos, arquivo de uma família, 471-410 a.C..
- Ananiah: 13 documentos jurídicos, arquivo de uma família, 456-402 a.C..
- Yedaniah: 11 cartas e uma lista, arquivo comunal, 419-407 a.C..